# Zillah (Washington)
Zillah je grad u američkoj saveznoj državi Washington. Prema popisu stanovništva iz 2010. u njemu je živjelo 2.964 stanovnika.